# Horst Königstein
Horst Königstein (* 26. Juli 1945 in Bremen; † 12. Mai 2013 in Hamburg) war ein deutscher Fernseh- und Theaterregisseur, Drehbuchautor, Hochschullehrer und Texter.

## Biografie

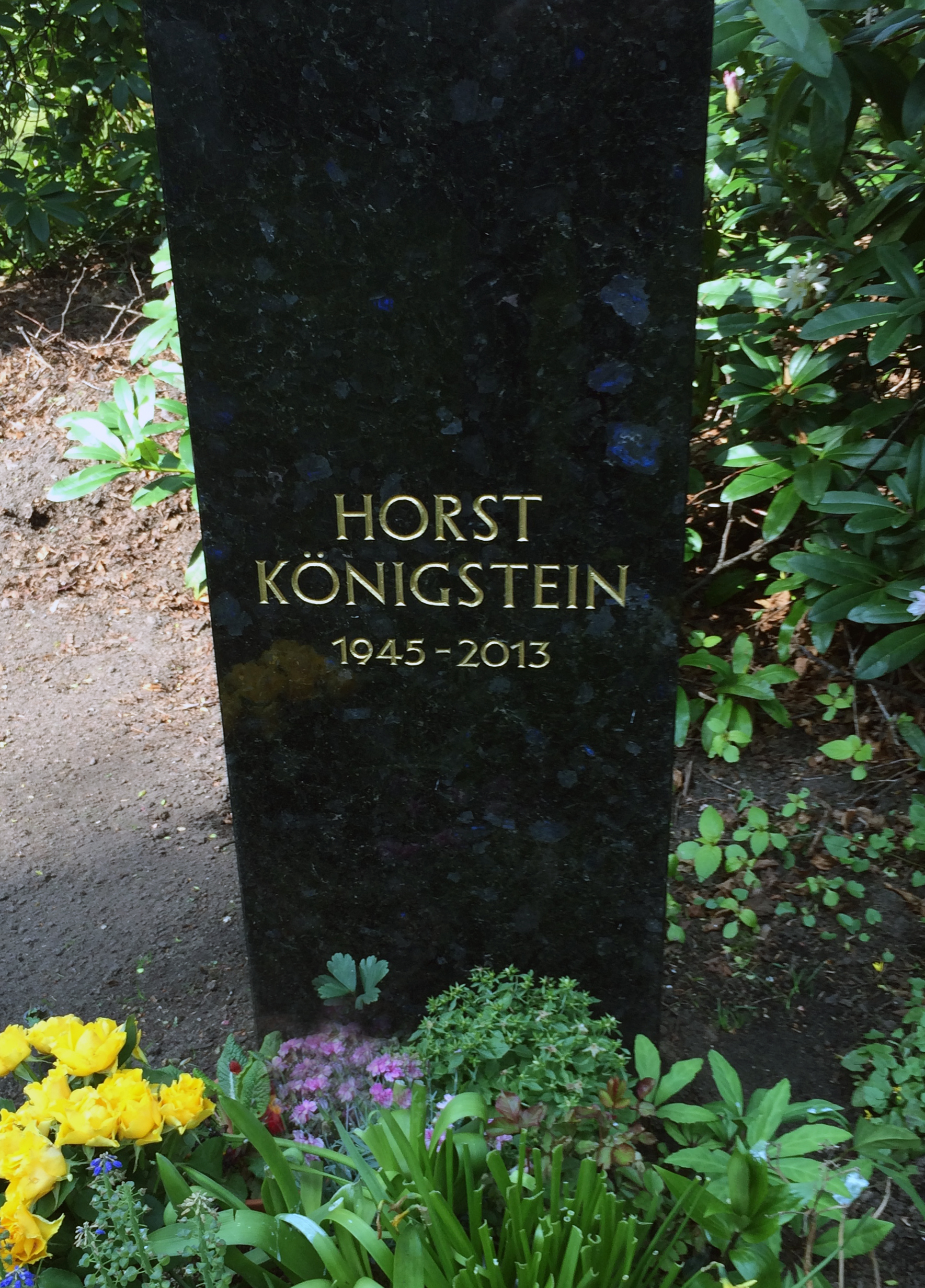
Grabstätte Königstein auf dem Friedhof Ohlsdorf

Königstein wuchs in Bremen-Gröpelingen als Sohn eines Lebensmittelhändler-Ehepaars auf. Er legte sein Abitur in Bremen am Gymnasium am Waller Ring ab und schrieb bereits als Schüler Filmkritiken und jobbte als Platzanweiser. Er studierte in Bremen und Hamburg Pädagogik und Soziologie und arbeitete als Redakteur bei Radio Bremen und später beim NDR, war Professor an der Kunsthochschule für Medien in Köln und Mitglied im Bundesverband Regie. Er wurde vor allem durch seine Zusammenarbeit mit Heinrich Breloer bekannt. Für den gemeinsamen Fernsehfilm Die Manns – Ein Jahrhundertroman erhielt er unter anderem den Grimme-Preis. Auch für das Doku-Drama Speer und Er schrieb er gemeinsam mit Heinrich Breloer das Drehbuch.
Am Thalia-Theater in Hamburg inszenierte er Mein Jahrhundert von Günter Grass und an den Kammerspielen Nächte mit Joan, Mr. Peters Connections; am St.-Pauli-Theater Sechs Tanzstunden in sechs Wochen.
Zu den Arbeiten Königsteins als Fernsehregisseur gehören die Filme Jud Süß – ein Film als Verbrechen, Propaganda und Liane.
Für das Musical Liane hatte er jahrzehntelang Pressenotizen über das Leben von Marion Michael  gesammelt.
2002 gewann er gemeinsam mit Heinrich Breloer die Goldene Romy für Die Manns – Ein Jahrhundertroman. Außerdem realisierte er einen Film über den Ex-Beatle Ringo Starr und dessen Heimatstadt Liverpool. Dieser hieß Ringo und die Stadt am Ende des Regenbogens und erschien 1977 in der Bundesrepublik Deutschland.
Königstein verfasste für den englischen Singer-Songwriter und Rock-Musiker Peter Gabriel deutsche Nachdichtungen für zwei seiner unbetitelten Soloalben (III von 1980, genannt Melt und IV von 1982, genannt Security), die Gabriel sowohl in seiner englischen Muttersprache als auch auf Deutsch (dann unter den Namen Ein deutsches Album und Deutsches Album) veröffentlichte. Des Weiteren übertrug er für Gabriel den Einzeltitel Here Comes the Flood unter dem Namen Jetzt kommt die Flut in die deutsche Sprache. Dieser Titel stammt von Peter Gabriels erstem Solo-Studioalbum I von 1977, genannt Car und erschien am 18. August 1980 in der deutschen Fassung auf der B-Seite der Single South African Police sowie auf der B-Seite der Single Spiel ohne Grenzen. In Königsteins Film Haus Vaterland (ARD, 1980) spielt und singt Peter Gabriel Jetzt kommt die Flut am Piano.
Weitere Liedtexte verfasste Königstein u. a. für Udo Lindenberg.
Außerdem war er als Redakteur für viele Fernsehsendungen und -produktionen des NDR verantwortlich. 2010 beendete er seine hauptamtliche Tätigkeit als Redakteur beim NDR. In seinen letzten Lebensjahren litt er an Parkinson.

## Filmografie (Auswahl)

### Als Drehbuchautor
- 1979: Der Tag, an dem Elvis nach Bremerhaven kam
- 1982: Das Beil von Wandsbek
- 1988: Ein König in seinem Reich
- 1991: Gütt – Ein Journalist
- 1994: Der Mann im schwarzen Mantel
- 1996: Liane
- 1998: Nächte mit Joan
- 2001: Die Manns – Ein Jahrhundertroman
- 2001: Jud Süß – Ein Film als Verbrechen?
- 2004: Propaganda
- 2005: Speer und Er
- 2008: Buddenbrooks
- 2009: Die Treuhänderin

### Als Regisseur
- 1982: Lastwagenkrieg
- 1982: Das Beil von Wandsbek
- 1987: Reichshauptstadt – privat
- 1989: Hard Days – Hard Nights
- 1991: Gütt – Ein Journalist
- 1992: Hamburger Gift
- 1994: Der Mann im schwarzen Mantel
- 1995: Dicke Freunde
- 1995: Liane
- 1997: Musical „Elixier“ (von Tobias Künzel und Künzels Ehefrau Kati Naumann) in Leipzig
- 1998: Nächte mit Joan
- 2001: Jud Süß – Ein Film als Verbrechen?
- 2001: Unterwegs zur Familie Mann
- 2003: Verkauftes Land
- 2004: Propaganda
- 2006: Unser Reigen
- 2009: Die Treuhänderin

### Als Produzent
- 1993: Wehner – die unerzählte Geschichte

### Als Protagonist
- 2010: Ich, Ringo und das Tor zur Welt (Fernsehfilm)[11]

## Auszeichnungen
- 1983: Sonderpreis des Kultusministers von Nordrhein-Westfalen beim Adolf-Grimme-Preis für Das Beil von Wandsbek (zusammen mit Heinrich Breloer)
- 1984: Adolf-Grimme-Preis mit Gold für Du bist meine Mutter (zusammen mit Jacob Admiraal)
- 1993: Sonderpreis für Drehbuch und Recherche zu Hamburger Gift bei den Baden-Badener Tagen des Fernsehspiels
- 1993: Besondere Ehrung beim Adolf-Grimme-Preis
- 1997: Nominierung für den Adolf-Grimme-Preis und den Prix Europa, für das Musical Liane
- 1997: Sonderpreis dokumentarischer TV-Film beim Goldenen Löwen (RTL) für Todesspiel
- 2000: Nominierung für den Adolf-Grimme-Preis mit Gold für Die Beste Party – Heimatabend 1999
- 2002: Gewinner des Adolf-Grimme-Preises in Gold für Die Manns – Ein Jahrhundertroman
- 2002: Sonderpreis für Die Manns – Ein Jahrhundertroman beim Deutschen Fernsehpreis
- 2002: Sonderpreis für Die Manns – Ein Jahrhundertroman beim Bayerischen Fernsehpreis
- 2002: Gewinner des Golden Nymph auf dem Festival de Télévision de Monte-Carlo für Die Manns – Ein Jahrhundertroman
- 2005: Auszeichnung mit dem Siebenpfeiffer-Preis (zusammen mit Heinrich Breloer)